# Gare de Yokokawa
La gare de Yokokawa (横川駅, Yokokawa-eki) est une gare ferroviaire de la ville d'Annaka, dans la préfecture de Gunma au Japon. Elle est exploitée par la compagnie JR East.

## Situation ferroviaire
La gare de Yokokawa est située au point kilométrique (PK) 29,7 de la ligne Shin'etsu depuis la gare de Takasaki.

## Histoire
La gare de Yokokawa a été inaugurée le 15 octobre 1885. À la suite de l'ouverture de la ligne Shinkansen Nagano le 1er octobre 1997, la section de la ligne Shin'etsu entre Yokokawa et Karuizawa ferme. La gare de Yokokawa n'est plus desservie que depuis la gare de Takasaki.

## Service des voyageurs

### Accueil
La gare dispose d'un bâtiment voyageurs, avec guichets, ouvert tous les jours.

### Desserte
- Ligne Shin'etsu :
  - voies 1 et 3 : direction Takasaki
  - Train à vapeur SL Gunma Yokokawa pour Takasaki

### Intermodalité
- JR Bus Kanto pour la gare de Karuizawa.

## À proximité
- Usuitouge Railway Heritage Park